# المعمر، المحويت
المعمر هي إحدى قرى الجمهورية اليمنية. تتبع جغرافيا لمحافظة المحويت وإداريًا لمديرية المحويت. يبلغ تعداد سكانها 1054 نسمة حسب الإحصاء الذي أجري عام 2004.